# Achaearanea ferrumequina
Achaearanea ferrumequina är en spindelart som först beskrevs av Friedrich Wilhelm Bösenberg och Embrik Strand 1906.  Achaearanea ferrumequina ingår i släktet Achaearanea och familjen klotspindlar. Inga underarter finns listade i Catalogue of Life.